# Papa vient dimanche
Pour plus de détails, voir Fiche technique et Distribution.
Papa vient dimanche (titre original : Toată lumea din familia noastră) est un film roumain réalisé par Radu Jude et sorti en 2012.

## Synopsis
Un père divorcé souhaite passer quelques jours avec sa fille. Mais lorsqu'il débarque chez son ancienne épouse, celle-ci est absente. Son nouveau compagnon et l'ex-belle-mère lui annoncent que sa fille a été malade la veille et qu'il faudra attendre le retour de sa maman pour prendre une décision. Le dialogue, au départ difficile, devient rapidement impossible. La mère revenue, le conflit dégénère en drame familial...

## Fiche technique
- Titre du film : Papa vient dimanche
- Titre original : Toată lumea din familia noastră
- Réalisation : Radu Jude
- Scénario : Radu Jude, Corina Sabau
- Photographie : Andrei Butica
- Format : Couleurs
- Montage : Catalin Cristutiu
- Décors : Elsje de Brujin
- Costumes : Augustina Stanciu
- Son : Dana Bunescu, Simone Galavazi
- Production : Gabriel Antal, Stienette Bosklopper, Ada Solomon pour Hifilm Production, Circe Films, Abis Studio
- Distribution française : Zootrope Films
- Pays d'origine :  Roumanie/ Pays-Bas
- Durée : 107 minutes
- Date de sortie : 2012
- Dates de sortie :  
  - Belgique : 2 octobre 2012 (Festival du film francophone de Namur)
  - France : 2 octobre 2013

## Distribution
- Șerban Pavlu : Marius
- Sofia Nicolaescu : Sofia, la petite fille
- Mihaela Sîrbu : Otilia
- Gabriel Spahiu (en) : Aurel
- Tamara Buciuceanu-Botez : Coca
- Stela Popescu : Mme Vizureanu
- Alexandru Arsinel : M. Vizureanu